# 赫尔穆特·贝林罗特
赫尔穆特·贝林罗特（德語：Helmut Bellingrodt，1949年7月10日—），哥伦比亚男子射击运动员。他曾代表哥伦比亚参加1972年、1976年和1984年夏季奥林匹克运动会射击比赛，共获得二枚银牌。